# Naturschutzgebiet Westlicher Rhönwald
Das Naturschutzgebiet Westlicher Rhönwald ist ein 44,41 Hektar großes Naturschutzgebiet in der hessischen Gemeinde Hilders im Landkreis Fulda. Das Gebiet ist als Kernzone im Biosphärenreservat Rhön ausgewiesen.
Außerdem liegt das Naturschutzgebiet innerhalb des deutlich größeren EU-Vogelschutzgebiets Hessische Rhön (Kennung DE- 5425-401). Dadurch sind die Flächen Teil des europäischen Schutzgebietsnetzes Natura 2000 im FFH-Gebiet Hochrhön mit der Kennung 5525-351.

## Lage und Daten
Das Naturschutzgebiet Westlicher Rhönwald liegt 3,5 km westlich von Hilders direkt an der Landesgrenze zu Thüringen. In Thüringen befindet sich 2 km nordöstlich Oberweid und 3 km südwestlich Frankenheim. Es ist erreichbar über Feldwege, die von der hessischen Landesstraße L3176 zwischen Hilders und Frankenheim abzweigen. Im Osten grenzt das Naturschutzgebiet an das jenseits der ehemaligen Innerdeutschen Grenze schon 1967 ausgewiesene NSG Rhönwald mit einer Größe von 134 ha (WDPA-ID 165169).
Im Gebiet des NSG fallen ungefähr 950 mm mittlerer Jahresniederschlag bei einer Jahresmitteltemperatur zwischen 5 und 6 °C. Damit ist es dort innerhalb der Rhön relativ nass und kalt.
Das primäre Schutzziel ist dort die Erhaltung und Sicherung eines buchen- und edellaubholzreichen Bergwaldes im Übergangsbereich der mittleren zu den oberen Berglagen. Beide Kernzonen werden von Basalt aus Vulkanismus geprägt, der in einem Muschelkalksockel aufgelagert ist. Neben dem Schutz des Waldökosystems sind laut der Verordnung vom 7. Dezember 1997 die wissenschaftliche Beobachtung der Sukzessionsprozesse und deren Dokumentation von Bedeutung für die Ausweisung als NSG. Von besonderem Interesse ist dabei die Anfangsphase in der Zeit ohne menschliche Eingriffe.

## Geschichte
Das Thüringer NSG Rhönwald wurde schon 1990 kurz vor der Wiedervereinigung durch die DDR-Regierung im Rahmen des Nationalparkprogramms der DDR als Kernzone ausgewiesen und als solche auch 1991 bei der Ausweisung des Biosphärenreservats Rhön belassen. 1997 wurde das NSG Westlicher Rhönwald direkt angrenzend daran ebenso ausgewiesen. Als 2007 zum weiteren Erhalt der Anerkennung als Biosphärenreservat weitere Kernzonen bis zu einem Mindestanteil von 3 % an der Gesamtfläche notwendig wurden, war das NSG Rhönwald eine der vorgeschlagenen und neu ausgewiesenen Flächen.

## Flora
Der Westliche Rhönwald ist außer einer Waldwiese und dem Streifen entlang der ehemaligen Zonengrenze komplett bewaldet. Der ehemalige Grenzstreifen ist seit 1990 der Sukzession überlassen und es hat sich zwischenzeitlich ein Busch- und Baumbestand aus Birken, Salweiden und Zitterpappeln entwickelt. Im Sommer sind blühende Staudengewächse wie die Türkenbundlilie, Buschwindröschen, Waldsegge, Große Sternmiere, Wald-Ziest und Waldbingelkraut dort zu finden.
Als Waldtyp dominiert der Zwiebelzahnwurz-Buchenwald. Ergänzt wird er auf kleineren Flächen durch blockreichen Ahorn-Linden-Schutthaldenwald und einen kleinen Erlensumpfwald. Der Boden im NSG ist meist sauer und es wachsen neben der Rotbuche an Bäumen hauptsächlich Berg-Ahorn und Esche sowie seltener Spitzahorn und Bergulme. In der Krautschicht finden sich primär Buschwindröschen, Großes Springkraut, Zwiebel-Zahnwurz und Hexenkraut. An manchen Plätzen gibt es üppige Bärlauch-Bestände. Vorhandene Hochstaudengewächse wie Platanenblättriger Hahnenfuß, Silberblatt, Eisenhut und Glänzender Kerbel ergänzen die Pflanzengesellschaft.

## Fauna
Laubwälder mit einem hohen Totholzanteil, wie ihn die ungenutzten Kernzonen aufweisen, sind ein wertvoller Lebensraum für Vögel wie den Schwarz-, den Bunt-, Grün- und den Grauspecht und auch für den Kleiber und den Waldlaubsänger. Ebenso finden dort Fledermäuse ungestörte Rückzugsräume.